# 油麻地街市

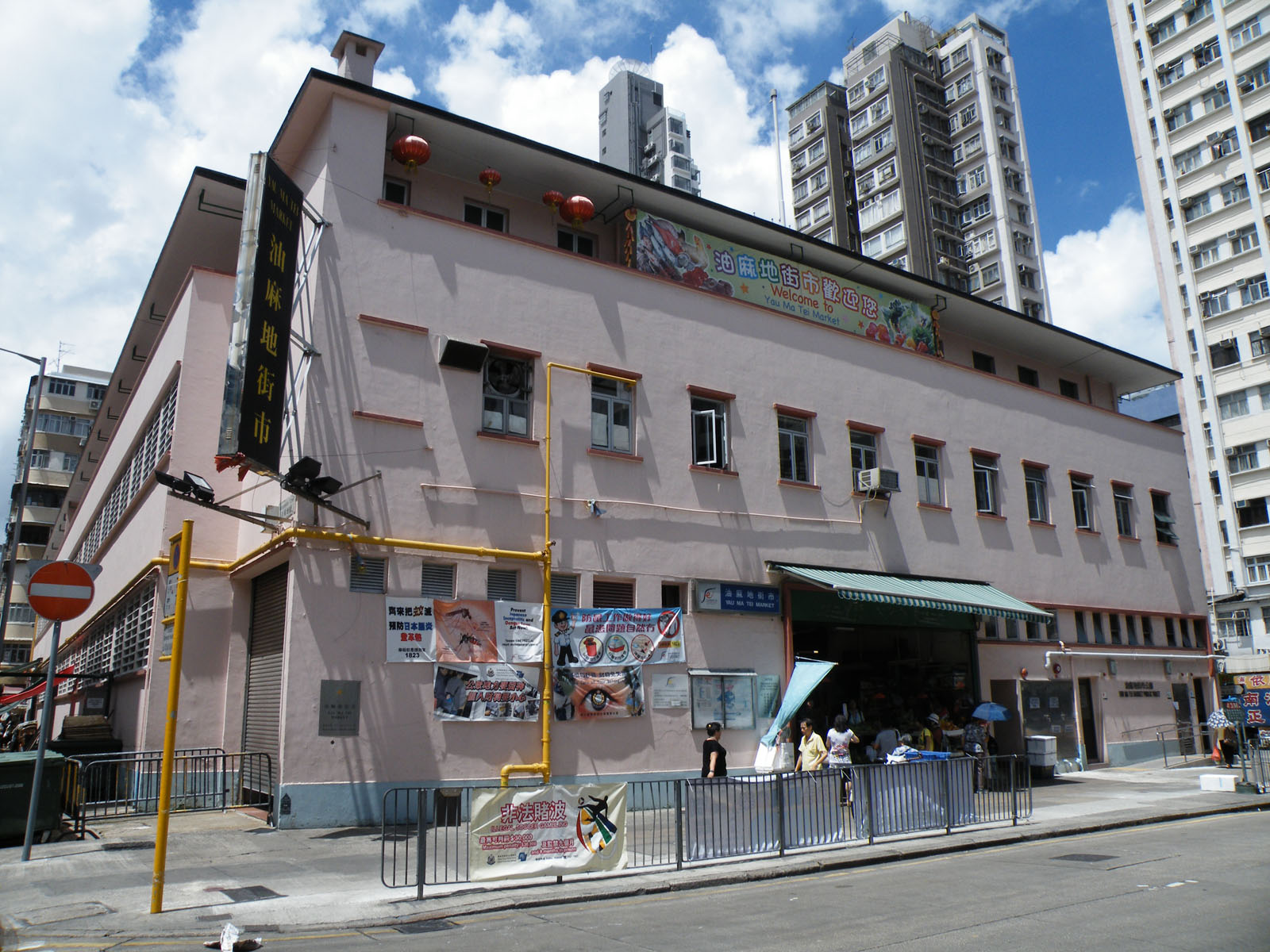
油麻地街市

油麻地街市（英語：Yau Ma Tei Market）分為兩部分，其一是指位於香港九龍油麻地甘肅街20號的一座多層街市大廈，於1957年落成；其二是指昔日至現在歷史悠久的街市大廈傍的新填地街戶外街市市集。

## 歷史
1953年以前油麻地有兩處地方經營公眾街市，其一是新填地街市場（位于現街市原址），主要聚集雞鴨、水果及蔬菜檔；另一為位于上海街與街市街之街市街市場，主要銷售豬牛肉及鮮魚。戰後街市街市場的建築物由於日久失修業已殘舊不堪，卒於1953年7月間傾塌並在翌月開始清拆，檔口遷至新填地街市場經營，隨後當局決定拆卸新填地街市場並在原址興建一座新街市大廈以取代兩處街市的功能，新街市興建期間原新填地街市場檔口遷移至街市街市場原址繼續經營，當局搭建簡單金字木架三座，以鐵皮作上蓋供商販臨時使用，待新街市大廈建成後遷回。街市大廈的建築工程於1956年冬天開始，工程費約62萬港元，1957年11月1日上午8時45分由時任市政局民選議員李有璇醫生主持啟用典禮，並由李夫人進行剪綵。

## 現況
街市大廈樓高三層，面積二萬平方呎，當年由市政局管理，攤位投標出租與個體戶，地下出售海鮮、家禽、蔬果及肉類等，二樓主要是屠宰場，而三樓早年是市政事務處職員宿舍以代替前九龍裁判處舊大廈內的宿舍，東側(面向新填地街)屬衛生局工人宿舍連廚房及餐廳，西側和南側(面向炮台街和北海街)設公眾廁所及16間各200平方呎設有廚房及陽台的已婚職員宿舍，天台(當年稱「假四樓」)另設一座有兩個中型住宅的建築物，分別為一廳兩房及一廳一房，亦用作職員宿舍，隨著住客陸續遷出後大部份單位已空置，現時三樓部份地方闢作辦公及物資貯存等用途；2000年市政局解散後，街市由食物環境衞生署接手管理。街市大廈北面甘肅街附設公共廁所。
油麻地街市大廈內外幾條街道的攤販都是零售海鮮、肉類、家禽、蔬菜、水果、糧食及日用品等。油麻地街市大廈外攤販眾多，採自由市場競爭。

## 圖片集

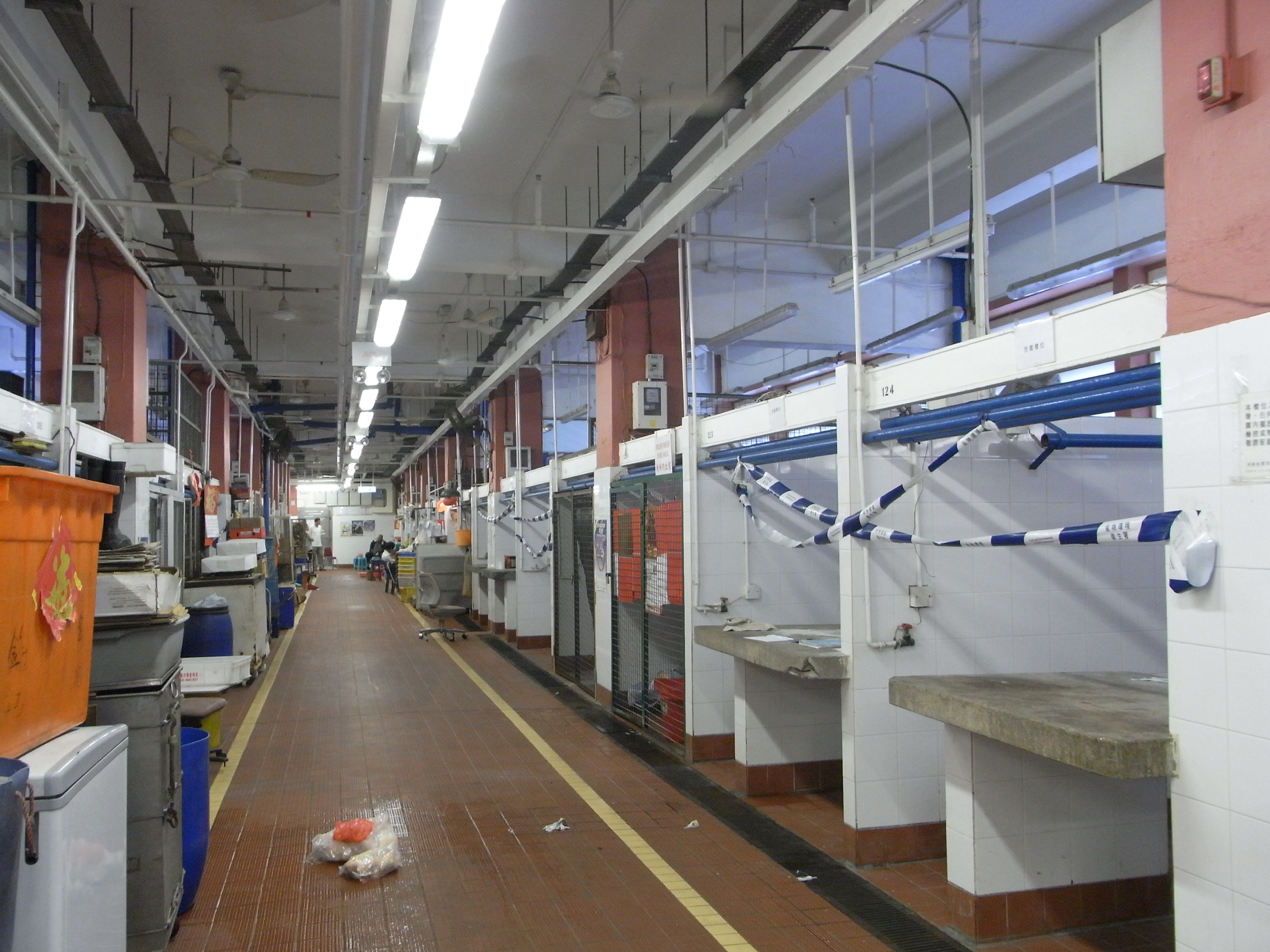
街市大廈內景1
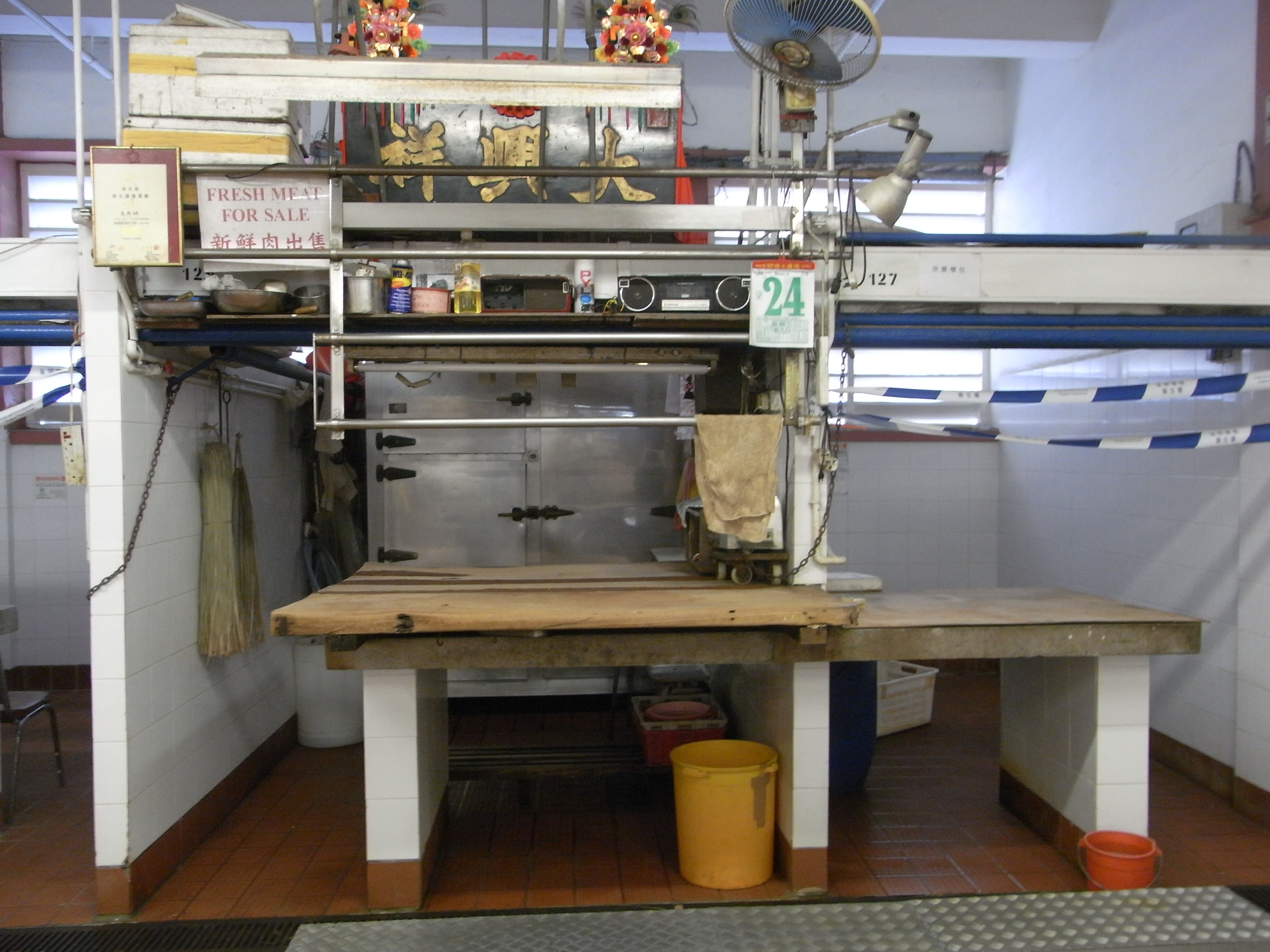
街市大廈內景2
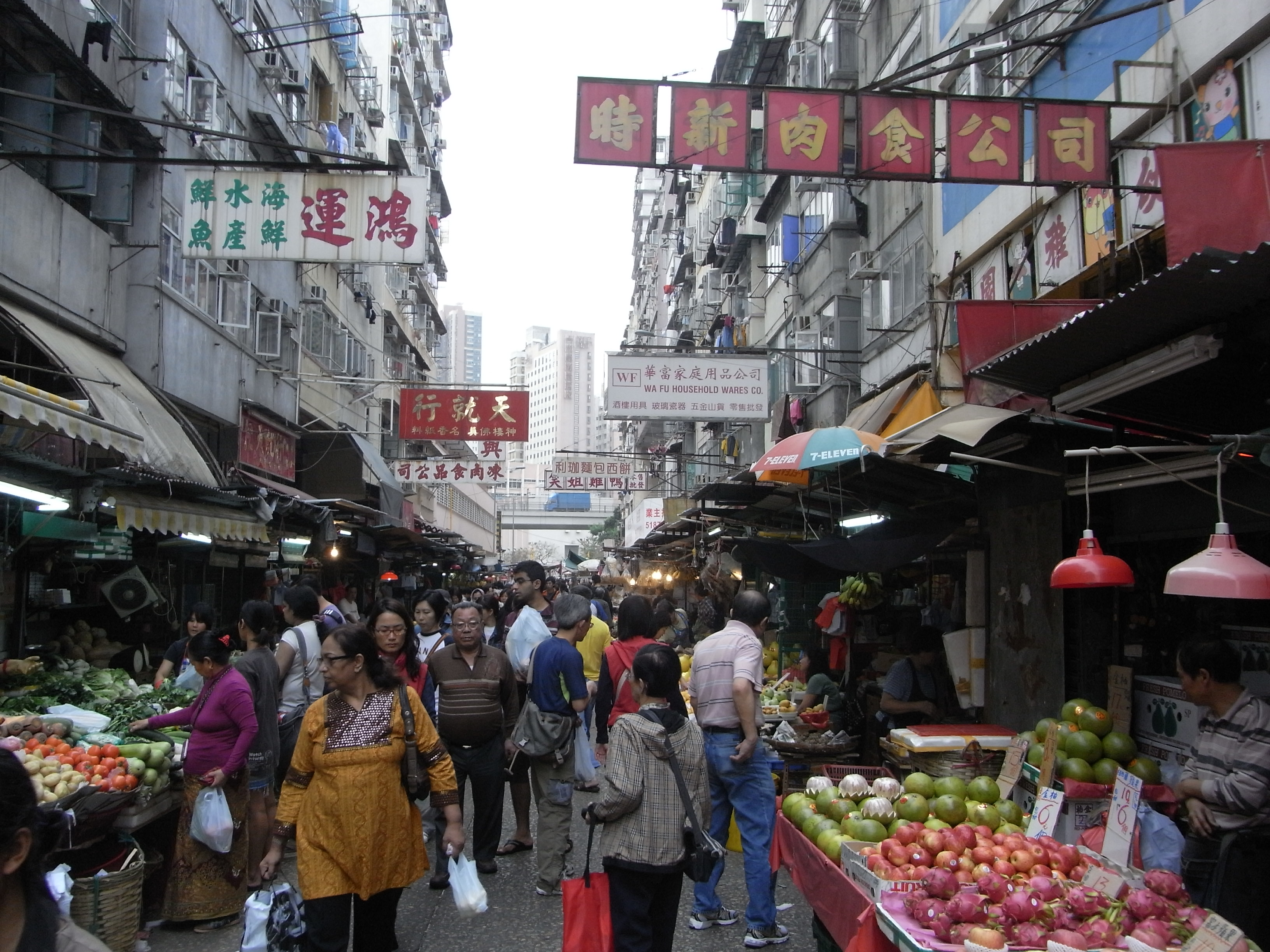
鄰近戶外街市